# Acanthocis quadridentatus
Acanthocis quadridentatus is een keversoort uit de familie houtzwamkevers (Ciidae). De wetenschappelijke naam van de soort werd in 1959 gepubliceerd door Nobuchi & Wada.